# 深大寺城
深大寺城（じんだいじじょう）は、東京都調布市深大寺元町にあった日本の城。国の史跡。所在地は深大寺元町5丁目31-10。神代植物公園の附属施設である「水生植物園」内。

## 概要
南方の野川を水濠、西方を除いた三方を沼地とし、西方に空濠を三段に構えて三郭・二郭・主郭を配した直線連郭式城郭である。主郭は東西50m・南北90mほどで、全周を土塁で囲み、北と南に平虎口を設け、北虎口は土橋を経て二郭に、南虎口は東の腰郭に通じると共に西の空濠からの侵入に備えている。特に、北西端の櫓台は重要部署で、北虎口と二重土塁の空濠に加え二郭全体を監視している。二郭は東西50m・南北120mほどで、南の土塁中央に平虎口を設け、西の土塁は復元されたものである。北端のテニス倶楽部への進入道路が二郭・三郭間の空濠跡で、南端で竪濠として落とされている。三郭は東西100mほどで、宅地化で遺構は失われている。二郭側の土塁は一部復元されて園内に留められ、西方の空濠は道路になっているが、南側の切岸は往時のままと思われる。

## 歴史
東京都及び調布市教育委員会は発掘調査を重ねており、築城者は不明だが、15世紀には「ふるき郭」が築かれていたようだ。
16世紀に入って北条氏は相模に進出し、扇谷上杉氏は南武蔵の防衛ラインとして「ふるき郭」を活用している。大永4年（1524年）1月、江戸城を北条氏綱に攻略された扇谷上杉朝興は、巻き返しを図るため、居城の河越城から頻繁に南武蔵に出撃。享禄3年（1530年）6月、朝興は深大寺城に、北条氏康は多摩川対岸の小沢城に陣を敷き、小沢原で合戦になった。この深大寺城は「ふるき郭」と思われる。扇谷上杉方としては、北条勢を多摩川で食い止め、かつ江戸城奪還を図るため、天文6年（1537年）4月、13歳で父・朝興の跡を継いだ上杉朝定は難波田弾正広宗に命じて深大寺城を増築した。しかしながら、同年7月、氏綱は深大寺城を迂回して河越城を直接攻め、朝定が松山城に敗走したため、深大寺城の軍事的価値が失われた。その後、この地が北条氏の支配となったが、深大寺城の記録が見当たらないので、廃城になったようである。

## 廃城後
扇谷上杉勢を北に追いやった北条方にとって、多摩川左岸の深大寺城は小田原城の防衛には不要になった。その結果、城が手付かずで残り、城郭史上、貴重な遺構になっている。例えば、深大寺城と同形の片倉城（八王子）は扇谷上杉氏が北条氏に備えて築いたが、北条氏の手で改修されて北条氏の城という位置づけになっている。天文初期、敵兵を空濠に誘導して矢で殲滅する「扇谷上杉氏の城」は、「平虎口」「横矢が弱い」「切岸が緩い」など戦国期における築城技術の進化途上にある。北条氏が合戦を通して扇谷上杉氏などの城郭を改修し、北条流築城技術を完成させているのは疑う余地はないといわれる。
平成10年（1998年）に東京都指定史跡となり、平成19年（2007年）7月26日付けで国の史跡に指定された。